# Pirlatapa jezik
Pirlatapa jezik (ISO 639-3: bxi; biladaba), izumrli australski jezik porodice pama-nyunga, koji se nekada govorio u državi Južna Australija uz jezera Blanche i Callabonn.
Bio je srrodan jeziku Dieri [dif] s kojim uz još četiri druga jezika čini podskupinu karna, šira karnijska skupina

## Vanjske poveznice
- Ethnologue (14th)
- Ethnologue (15th)